# Emotional Rescue
Emotional Rescue je album skupiny The Rolling Stones vydané v roce 1980. Ačkoliv bylo album komerčně úspěšné, v porovnáním s předchozím albem Some Girls je považováno za méně kvalitní.

## Seznam skladeb
Autory jsou Mick Jagger a Keith Richards, pokud není uvedeno jinak.
1. "Dance (Pt. 1)" (Mick Jagger/Keith Richards/Ron Wood) – 4:23
2. "Summer Romance" – 3:16
3. "Send It to Me" – 3:43
4. "Let Me Go" – 3:50
5. "Indian Girl]" – 4:23
6. "Where the Boys Go" – 3:29
7. "Down in the Hole" – 3:58
8. "Emotional Rescue" – 5:39
9. "She's So Cold" – 4:14
10. "All About You" – 4:18

## Obsazení
- Mick Jagger - Zpěv, Doprovodný zpěv, Elektrická kytara, Piano, Elektrické Piano
- Keith Richards - Doprovodný zpěv, Elektrická kytara, Zpěv, Akustická kytara, Baskytara, Piano
- Charlie Watts - Bicí
- Ron Wood - Elektrická kytara, Doprovodný zpěv, Kytara, Akustická Guitar, Slide Guitar, Pedal Steel Guitar, Baskytara
- Bill Wyman - Baskytara, Syntetizér
- Sugar Blue - Harmonika
- Nicky Hopkins - Piano, Xylofon
- Bobby Keys - Saxofon
- Billy Preston - Clavinet
- Max Romeo - Doprovodný zpěv
- Michael Shrieve - Perkuse
- Ian Stewart - Piano, Elektrické Piano, Perkuse

## Žebříčky
Album
| Rok       | Žebříček                                  | Umístění |
| --------- | ----------------------------------------- | -------- |
| 1980      | UK Top 75 Albums                          | 1        |
| 1980 1981 | Billboard Pop Albums Billboard Pop Albums | 1 77     |

Singly
| Rok  | Singl                                        | Žebříček              | Umístění |
| ---- | -------------------------------------------- | --------------------- | -------- |
| 1980 | "Emotional Rescue"                           | UK Top 75 Singles     | 9        |
| 1980 | "Emotional Rescue"                           | The Billboard Hot 100 | 3        |
| 1980 | "Emotional Rescue/Dance Pt. 1/She's So Cold" | Club Play Singles     | 9        |
| 1980 | "She's So Cold"                              | UK Top 75 Singles     | 33       |
| 1980 | "She's So Cold"                              | The Billboard Hot 100 | 26       |